# Dendrocerus carpenteri
Dendrocerus carpenteri is een vliesvleugelig insect uit de familie van de Megaspilidae. De wetenschappelijke naam van de soort is voor het eerst geldig gepubliceerd in 1829 door Curtis.